# Antônio Tenório
Antônio Tenório da Silva (São Bernardo do Campo, 24 de outubro de 1970) é um judoca brasileiro, considerado o maior judoca paralímpico da história. É um dos poucos do mundo a disputar tanto competições paralímpicas quanto regulares.
É tetracampeão paralímpico no judô para deficiente visuais. Desde Atlanta, em 1996, Tenório ganha o ouro nas edições dos Jogos Paraolímpicos. Com a vitória em Pequim consagrou-se como o único atleta a obter quatro medalhas de ouro consecutivas no judô paralímpico. 
Tenório luta na categoria B1, para cegos totais. Estreou em Atlanta 1996, conquistando o primeiro ouro do judô brasileiro. A conquista se repetiu em Sydney 2000, Atenas 2004 e Pequim 2008. Tenório mudou três vezes de categoria: em 1996 disputou na categoria 86kg, em 2000 90kg e desde 2004 está entre os meio-pesados, até 100kg.
Também é campeão mundial, título conquistado em 2006, e acumula inúmeros campeonatos brasileiros. Suas vitórias mais recentes além da medalha em Pequim foram ouro no Parapan do Rio de Janeiro em 2007 e, em 2008, Tenório se consagrou campeão paulista master meio pesado no judô regular, em competição realizada em Valinhos, interior de São Paulo.
A deficiência veio aos treze anos, quando em uma brincadeira levou uma estilingada de semente de mamona no olho esquerdo, perdendo a visão deste olho. Seis anos depois, uma infecção tirou a visão do outro olho, deixando-o completamente cego.